# Alumínium-klórhidrát
Az alumínium-klórhidrát vízben oldódó, specifikus alumíniumsók csoportja, melyek általános képlete: AlₙCl₃ₙ₋ₘ(OH)ₘ. Kozmetikai termékekben izzadásgátlóként, a vízkezelésben pedig koagulánsként alkalmazzák.
A víztisztítás során ezt a vegyületet bizonyos esetekben előnyben részesítik, mivel magas töltéssel rendelkezik, ami hatékonyabbá teszi a szuszpendált részecskék destabilizálásában és eltávolításában, mint más alumíniumsók – például az alumínium-szulfát, az alumínium-klorid, valamint a polialumínium-klorid (PAC) és a polialumínium-klórszulfát különböző formái –, amelyek esetében az alumíniumszerkezet alacsonyabb nettó töltést eredményez, mint az alumínium-klórhidrát. Emellett a sósav (HCl) nagyfokú semlegesítettsége miatt ez az anyag csak csekély mértékben befolyásolja a kezelt víz pH-értékét, különösen más alumínium- vagy vastartalmú sókhoz képest.

## Felhasználás
Az alumínium-klórhidrát az egyik legelterjedtebb hatóanyag a kereskedelmi forgalomban kapható izzadásgátlókban.A dezodorokban és izzadásgátlókban leggyakrabban alkalmazott formája az Al₂Cl(OH)₅, más néven dialumínium-klorid-pentahidroxid.
Az alumínium-klórhidrátot a víz- és szennyvízkezelésben is használják koagulánsként, hogy eltávolítsák a feloldott szerves anyagokat és a szuszpenzióban lévő kolloid részecskéket.

## Biztonság
Az Egyesült Államok Élelmiszer- és Gyógyszerügyi Hivatala (FDA) biztonságosnak tartja az alumínium-klórhidrát alkalmazását izzadásgátlókban, és engedélyezi legfeljebb 25%-os koncentrációban való felhasználását.

### Alzheimer-kór
Tanulmányok szerint az izzadásgátlók használata és az azokkal való hosszú távú érintkezés csupán elhanyagolható mértékű kapcsolatot mutat az Alzheimer-kórral. Jelenleg nincs elegendő bizonyíték arra, hogy az alumíniumnak való kitettség izzadásgátlók révén kiváltaná a demencia kialakulását vagy az Alzheimer-kórt.
Heather M. Snyder, az Alzheimer’s Association orvosi és tudományos kapcsolatokért felelős vezető munkatársa úgy nyilatkozott:
„Számos kutatás vizsgálta az alumínium és az Alzheimer-kór közötti összefüggést, de mindeddig nem született egyértelmű bizonyíték arra, hogy valóban lenne kapcsolat a kettő között.”

### Mellrák
A The International Journal of Fertility and Women's Medicine című szaklap nem talált bizonyítékot arra, hogy a hónaljkozmetikumokban használt egyes vegyi anyagok növelnék a mellrák kockázatát.
Ted S. Gansler, az Amerikai Ráktársaság(American Cancer Society) orvosi tartalmakért felelős igazgatója pedig úgy nyilatkozott:
„Nincs meggyőző bizonyíték arra, hogy az izzadásgátlók vagy dezodorok használata növelné a rák kialakulásának esélyét.”
Ugyanakkor továbbra is aggodalom övezi az alumínium-klórhidrát kozmetikai felhasználását, mivel a hosszú távú, mérgező felhalmozódás lehetőségét eddig még nem zárták ki teljesen.
A Fogyasztói Biztonsági Tudományos Bizottság (SCCS) jelenleg egy olyan tanulmány előkészítésén dolgozik, amely az alumínium-klórhidrát bőrön keresztüli felszívódásán keresztül történő felhalmozódását vizsgálja, hogy pontosabban felmérje a lehetséges toxikus kockázatokat.

## Szerkezet
Az alumínium-klórhidrát leginkább egy szervetlen polimerként írható le, ezért szerkezetének pontos jellemzése nehézségekbe ütközik. Ugyanakkor olyan módszereket, mint a gélpermeációs kromatográfia, az röntgenkrisztallográfia és a 27Al-NMR, különböző kutatócsoportok – köztük Nazar és Ladenmunkái – alkalmazták annak bizonyítására, hogy az anyag Al₁₃ egységeken alapul, amelyek Keggin-ion szerkezetűek, és ezek az alapegységek komplex átalakulásokon mennek keresztül, hogy nagyobb polialumínium-komplexeket hozzanak létre.

## Szintézis
Az alumínium-klórhidrát előállítása ipari körülmények között általában alumínium és sósav reakciójával történik. Az alumínium alapanyagként többféle formában is felhasználható, például alumíniumfémként, alumínium-oxid-trihidrátként, alumínium-kloridként, alumínium-szulfátként, illetve ezek keverékeiként. Az előállított termékek melléktermékként sókat is tartalmazhatnak, mint például nátrium-, kalcium- vagy magnézium-klorid vagy -szulfát.
Mivel az alumínium és a sósav reakciója során keletkező hidrogén robbanásveszélyt jelent, az iparban leggyakrabban az alumínium-klórhidrát (ACH) előállítása úgy történik, hogy az alumínium-hidroxidot sósavval reagáltatják. Az így keletkező ACH-t 100 °C-on, gőz alkalmazásával, nyitott keverőtartályban alumíniumrúdakkal kezelik. Az alumínium és az ACH aránya, valamint a reakcióidő határozza meg a polialumínium-klorid (PAC) n és m értékek szerinti polimer formáját.

## Fordítás
Ez a szócikk részben vagy egészben  az   Aluminium chlorohydrate című angol Wikipédia-szócikk ezen változatának fordításán alapul.  Az eredeti cikk szerkesztőit annak laptörténete sorolja fel. Ez a jelzés csupán a megfogalmazás eredetét és a szerzői jogokat jelzi, nem szolgál a cikkben szereplő információk forrásmegjelöléseként.